# James Adams (futebolista escocês)
James Adams (17 de agosto de 1864 - 24 de abril de 1943) foi um futebolista escocês que atuou no Heart of Midlothian Football Club e na Seleção Escocesa de Futebol.